# アンティキティ
アンティキティ（英語：Antiquities）は、マジック:ザ・ギャザリングの拡張セットの1つである。拡張セットの中ではアラビアンナイトに次ぐ2番目のセットであり、1994年3月に発売された。
このセットは、（リチャード・ガーフィールドがマジック:ザ・ギャザリングを考案するときに協力していた）ペンシルベニア大学の大学院生たちによってデザインされた。
独自に作られたストーリーラインを持つ初のセットである。

## セットの特徴
アンティキティは78種類のカードで構成されているが、アーティファクトと呼ばれるタイプのカードが多く全体の過半数（44種）を占める。また、アーティファクトでないカードもほとんどがアーティファクトに関わる効果（破壊する・手札に戻すなど）を持っている。
セット固有のシンボルは金床である。

## 物語
アンティキティの物語はドミナリアという世界のウルザとミシュラという兄弟を中心としている。2人の兄弟は、隠された洞窟でスランと呼ばれる古代文明の魔法の石を見つける。兄弟はこの石の所有権を巡り戦いを繰り広げる。この戦いは後に「兄弟戦争」と呼ばれた。

## 有名なカード
カード名が英語のものは、日本語版が存在しない。
アーティファクト
- Candelabra of Tawnos - 一度タップ（使用）した土地を再度利用できるようにするカード。
- 象牙の塔 - 手札の枚数だけライフを回復できるカード。最初の世界選手権で、Library of Alexandria（カードを引くことができる）と組み合わせて利用された。
- 石臼 - 相手のライブラリを削ることができるカード。このカードの登場により、「相手のライブラリのカードをなくして勝つ」という勝利方法を目指すデッキが生まれた。
- 羽ばたき飛行機械 - コスト0で出すことができるクリーチャー。

土地
- ミシュラの工廠 - クリーチャーに変化する土地。
- Mishra's Workshop - 用途はアーティファクトに限定されるが、一度に多くのマナを出すことができる土地。
- 露天鉱床 - 相手の土地を破壊することができる土地。後に複数の弱体化版が作成されている。このセットで数少ない「アーティファクトへの言及がない」カードである。
- ウルザランド - 「ウルザの鉱山」「ウルザの魔力炉」「ウルザの塔」の3種のカードの総称。3種類全て場に出すと、大量のマナを得ることができる。